# Úhorná
Úhorná (en húngaro: Dénes) es un municipio del distrito de Gelnica en la región de Košice, Eslovaquia, con una población estimada a final del año 2024 de 143 habitantes.
Se encuentra ubicado al oeste de la región, en el valle del río Hernád y cerca de la frontera con la región de Prešov.

## Demografía
| Año        | 1994 | 2004     | 2014    | 2024    |
| ---------- | ---- | -------- | ------- | ------- |
| Población  | 199  | 150      | 146     | 143     |
| Diferencia |      | −24,62 % | −2,66 % | −2,05 % |

| Año        | 2023 | 2024    |
| ---------- | ---- | ------- |
| Población  | 141  | 143     |
| Diferencia |      | +1,41 % |